# Mike Alfreds
Mike Alfreds (né Michael Guy Alexander Alfreds, à Londres le 5 juin 1934) est un metteur en scène anglais.

## Biographie
Michael Alfreds est né à Londres dans une famille juive.
Il étudie l'art dramatique à l'Université Carnegie-Mellon de Pittsburgh aux États-Unis et travaille ensuite comme metteur en scène du Théâtre dans le Parc de Cincinnati.
Retourné dans sa patrie, il enseigne à l'école de théâtre Lambda à Londres. Il monte des spectacles sur les scènes de nombre de théâtres du Royaume-Uni et est le directeur artistique d'un des ensembles du National Theatre.
Alfreds travaille pendant des années dans beaucoup des pays du monde, entre autres au Canada, en Allemagne, Norvège, Chine, Biélorussie, Australie et Israël.
En 1970-1975 Mike Alfreds vit en Israël où il prend une part active à la vie culturelle du pays.Il est professeur de jeu dramatique et de mise en scène au département de théâtre de l'université de Tel Aviv, entre les années 1972-1975 il dirige comme directeur artistique le Khan Theatre (Théâtre Khan) de Jérusalem et apporte une grande contribution à son développement. Parmi les acteurs de son ensemble de Jérusalem s'est distingué, entre autres, Sasson Gabai.
Mike Alfreds monte des spectacles sur d'autres scènes israéliennes aussi - au Cameri Theatre de Tel Aviv, au Théâtre Bimot, au Haifa Theatre (Théâtre de la municipalité de Haïfa) et au Théâtre de Beer Sheva.
En 1975 de retour en Angleterre,il dirige son ensemble à lui, nommé "Shared Experience" (Expérience partagée) et en même temps continue son activité sur les scènes de la Royal Shakespeare Company, au Globe Theatre. 
Il adapte aussi pour le théâtre plusieurs œuvres littéraires et a écrit des pièces originales.
Alfreds est connu aussi par sa méthode particulière de travail avec les acteurs, inspirée entre autres des principes de Stanislavski et de Laban, avec un poids spécial sur les actes physiques, la spontanéité et l'interaction avec l'autre pendant le jeu, parfois dans des productions minimalistes. Il dirige des ateliers avec sa méthode  dans divers pays.

## Mises en scène en Israël
- La Mandragola de Nicolas Machiavel
- Les protocoles persans
- Une ville
- Un soir de sketches d'après Tchekhov
- Woyzeck de Büchner
- La Cerisaie de Tchekhov
- Idylle familiale
- Les Revenants de Henrik Ibsen
- Les Emballeurs de valises de Hanoch Levin, première  au Théâtre Cameri, 1983
- À tous les diables, adaptation des histoires d'Isaac Bashevis Singer au Théâtre Cameri, 2001

## Mises en scène en Angleterre
- 1998 : The Black Dahlia (Le Dahlia noir) de James Ellroy, National Theatre
- 1985 : The Cherry Orchard (La Cerisaie) d'Anton Tchekhov, National Theatre
- 1982 : A Handful of Dust (Une poignée de cendres) d'Evelyn Waugh, Shared Experience
- 1996 : Jude the Obscure, d'après Thomas Hardy, Taunton
- 1993 : The Love in the Country de Mike Alfreds et Anthony Bowles, Almeida Theatre
- 1987 : The Wandering Jew (Le Juif errant) de Mike Alfreds et Margareth Wanda, d'après Eugène Sue, National Theatre
- 1984 : The Marriage (Les Épousailles) de Nicolas Gogol, Shared Experience

## Livres
- Different Every Night: Freeing the Actor 2007
- Then What Happens? 2012

## Sources
Shimon Lev Ari, Guide - Le Centenaire du théâtre hébraïque 1889-1989, juin 2004 (he)
(שמעון לב-ארי - מדריך מאה שנה לתיאטרון העברי 1989)